# 자율주의

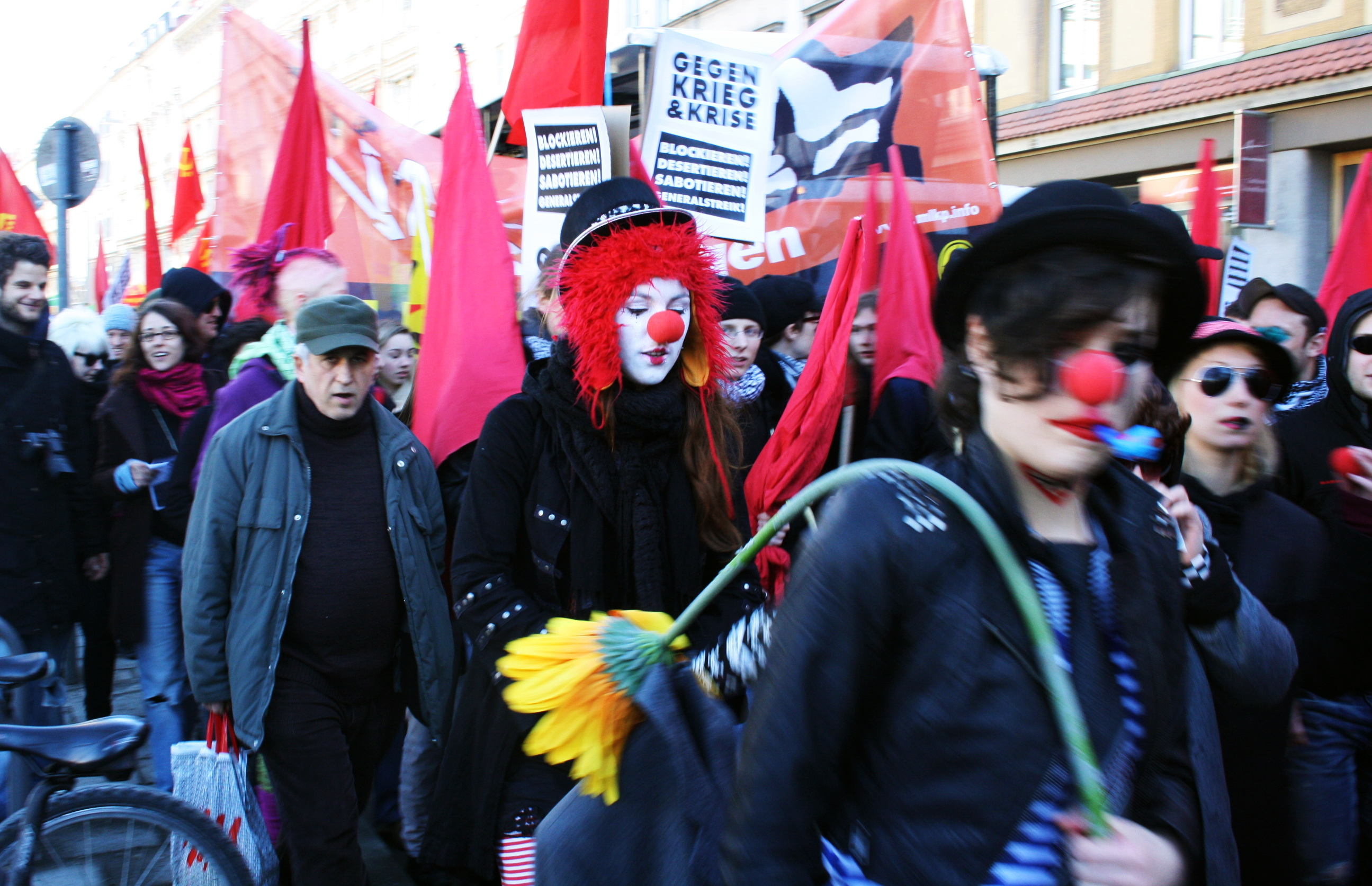
2011년 뮌헨 보안 컨퍼런스에 대한 시위에서의 자율주의 그룹

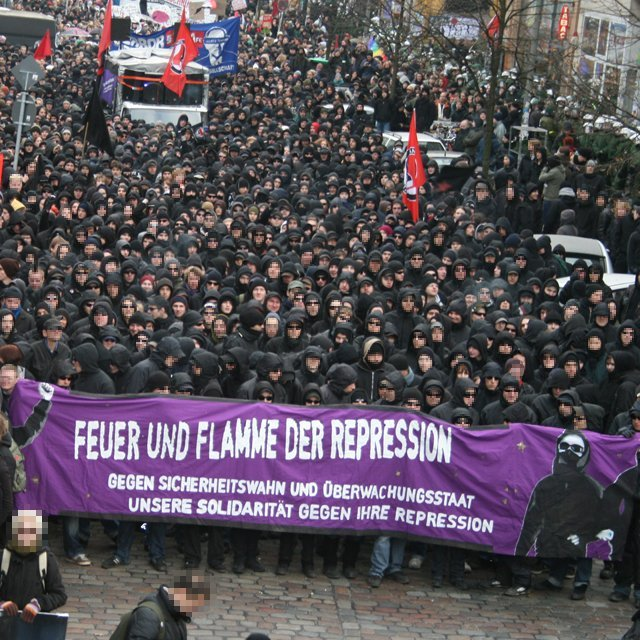
2007년 함부르크 시위에서의 블랙 블록

자율주의(自律主義, 영어: autonomism), 혹은 자율주의 그룹 또는 자율주의적 마르크스주의는 오늘날 통상적으로 독립적인 급진좌파 경향 및 아나키즘적 경향의 운동 흐름을 일컫는다.
자율주의 그룹은 어피너티 그룹을 통해 조직화되어 있다. 그룹들 간에는 느슨한 연결 혹은 네트워크 형태로 소통한다. 자율주의자들은 지배적인 사회 질서에 의존하지 않고 자주적인 자유공간을 창출하려고 노력하고 있다. 일반적으로 이들은 반권위주의적, 사회혁명적, 아나키즘 친화적인 이상을 따른다.
독일, 오스트리아, 스위스의 국가안보기관들은 자율 운동을 “좌익극단주의”로 평가한다.

## 기원과 이름
이탈리아에서 68 운동은 대학생들의 참여가 두드러졌던 프랑스나 미국, 독일 등지의 운동과는 달리 처음부터 젊은 노동자들의 운동이었다. 68/69년 당시의 노동자 대투쟁에서 “아우토노미아 오페라이아”(노동자의 자율)라고 스스로를 지칭한 노동자주의적 사회운동은 큰 역할을 담당했다. 아우토노미아 오페라이아 그룹은 투쟁적 운동으로써, 데모에서 경찰에 폭력적으로 맞섰으며, 공장에서의 사보타주를 주도했다. 노동자와 학생 뿐 아니라 노숙자와 실업자들도 이 운동에 함께 했다. 이들은 이스라엘 공산당과 주류 노동조합의 노선을 강하게 거부하였으며 “노동자주의 (오페라이스모)”라고 불리는 자신들의 이론을 발전시켰다. 이 이론의 핵심적 요소가 “자율”이었다.
당시 안토니오 네그리, 마리오 뜨론띠 등의 지식인 그룹은 자신들이 속한 대학 뿐 아니라 노동현장에 열정적으로 참가했으며, 이들의 참여는 단지 지식인의 계몽적 역할에 머물지 않고 그람시의 “유기적 지식인”의 모습에 상응하는 그런 것이었다. 공장에서의 (전통적인 노동조합까지도 포함하는) 지배관계와 맞서는 투쟁 속에서 노동자주의와 자율주의의 이론이 태동하였고, 이후 70년대에 이 운동과 이론은 공장을 넘어서서 사회 곳곳의 여러 분야를 공격하게 된다. 이들은 도심에서의 건물 점거, 대안미디어(자유 라디오 등), 대중교통 집단 무임승차 등의 운동방법들을 개발하였으며, 여성운동, 생태운동, 반전평화운동과 결합했다.
70년대 후반 일각의 테러주의와 이에 대응하는 경찰국가의 강경한 탄압으로 인해 노동자주의는 약화되었지만 자율에 대한 이들의 이해, 즉 노동조합과 당과의 연결로부터 자주적인 정치적 투쟁, (고정된) 조직과 지도 없는 자생적인 운동에 대한 강조는 이후로 이탈리아 바깥의 “자율주의자”들이 자신들을 규정하는 내용이 된다.
이탈리아의 자율주의 운동과는 달리 독일어권에서는 노동운동에서 노동자주의의 영향을 받은 실천이나 이론이 커다란 역할을 하지 못했다.

## 독일연방공화국에서 자율주의의 역사
독일에서의 자율주의 운동은 60년대 후반의 학생운동 와중에 의회 밖 좌파 운동(APO) 전통에서 등장했다. 서베를린의 코뮨1 운동을 비롯한 “Spaß 게릴라” 행동이나 소위 “자발성 운동”등의 신좌파들은 독일 자율주의의 내용과 행동에 본질적인 영향을 미쳤다.
70년대의 좌파 테러리즘 그룹인 적군파(RAF)나 7월 2일 운동 및 혁명세포(RZ)그룹 등을 후원하거나 그들에게 동조했다. RZ 네트워크 안에는 (특히 서베를린에 기반을 둔) 사회혁명적, 자율주의적 성향의 분파가 존재했다.
하지만 오늘날 사용되는 “자율주의 (Autonomen)”, 좀 더 넓게는 “탈교조주의적 좌파”의 의미로 자신을 정체화하는 그룹들은 1980년대 들어서 북서부의 대도시와 서베를린에서 처음으로 등장하게 된다. 베를린에서는 1980년 여름에 자율주의자들의 총회가 처음으로 열렸다. 1980년 5월 6일은 투쟁적 자율주의자들의 역사에서 매우 중요한 날이며, 여러 그룹들이 자신들의 창립일로 삼는 날이다. 이 날 브레멘에서는 연방군의 신병 선서식이 열렸고, 이에 대항하는 격렬한 대중시위가 있었다. 수 천명의 반군사주의자들은 경찰투입에 폭력적으로 맞섰다.
70-90년대에서 오늘날까지 자율주의 그룹들은 빈번히 “신사회운동”의 데모나 직접행동에 참가하고 있다. 그 가운데는 반전평화운동이나 핵발전소 반대 운동 등을 들 수 있다.
자율주의자들은 이런 직접행동의 목표나 내용에 따라 환영받기도 했지만 거부되기도 했다. 여타의 신사회운동과 자율주의 그룹들의 논쟁지점은 주로 자율주의 일각의 폭력투쟁 때문이었다. 이들 폭력 투쟁 그룹은 소위 “블랙 블록”(black bloc)으로 불리는데, 이 개념은 프랑크푸르트의 검찰청이 붙인 이름이다.
90년대 이후 자율주의자들이 주도하는 행동 영역에는 무엇보다 건물점거를 통한 자율주의 공간운동, 반파시즘 및 반인종주의 운동이 있고, “불법 인간은 없다”라는 구호 아래에서 난민과 이민자들에 연대하는 운동에도 자율주의자들이 적극적으로 참여한다. 2000년대 후반에는 여러 대도시들에서 느슨한 네트워크 형태의 자율주의자들의 총회들이 정기적으로 열리고 있다.

## 분열 / 반유대주의 논쟁
자율주의자들은 처음부터 여러 상이한 급진적인 의회 밖 좌파들이 뒤섞여 있는 혼합체였다. 지역이나 시기에 따라 상이한 노선이 주도했다. 어떤 시기에는 아나코생디칼리즘을 추종하는 그룹들이 강했고, 또 어떤 시기에는 적군파와 친화적인 반제국주의 그룹이 자율주의 그룹을 주도하기도 했다. 즉 자율주의 그룹은 언제나 매우 다종적인 그룹이었다고 볼 수 있다.
자율주의 운동과 관련된 두 개의 극단이 있다면 그것은 “반독일(Antideutsche)”노선과 “반제국주의(Amtiimps)” 노선이었다 할 수 있다. 이들 사이의 갈등은 좌파 내부의 반유대주의와 중동문제에 대한 입장 및 3차 걸프 전쟁에 대한 평가를 둘러싼 논쟁에서 불붙었다. 이 둘 사이의 논쟁은 매우 격렬했으며, 심한 경우 양 그룹들 사이의 직접적인 충돌이 벌어지기도 했다.
“반독일” 노선은 이스라엘과의 연대를 표명하고, 미국의 중동정책을 종종 긍정적으로 평가한다. 이들의 입장은 극단적 이슬람주의와 자살폭탄 공격에 대한 비판을 통해 잘 드러났다.
“반제국주의” 노선은 이스라엘과 미국의 정책을 이들의 이념적 입장에 따라 제국주의적이며 범죄적인 것으로 바라본다. 이들은 ‘이스라엘의 억압에 저항하는 팔레스타인 민중의 해방운동’에 연대했다.
다수의 반제국주의자들은 스스로를 자율주의자라고 이해하지 않는다. 이들의 세계관에서 중심적인 위치를 차지하는 시각은 선진국의 부가 남미, 아프리카, 아시아의 착취에 기반하고 있으며 자본주의는 이러한 지정학적 차원을 갖고 있다는 것이다. 심지어 선진국 대도시들의 가장 가난한 주민들도 이 세 개의 대륙에 대한 착취로 이득을 얻고 있기 때문에, 이들 선진국에 더 이상 사회 혁명에 대해 물질적인 이해를 가진 객관적인 의미의 프롤레타리아는 존재하지 않는다고 봤다.
혁명주의자들의 과제는 이런 점에서 개발도상국에서의 해방운동과 사회주의 정권을 후원하고, 선진국의 군산복합체에 대항해 사보타주와 평화운동에의 참여를 통해 투쟁하는 것이었다. 계급투쟁은 어떤 면에서 군사행동으로 환원되는 경향을 보이며, 이런 점에서 이들은 적군파에 동조 했고, 많은 적군파 활동가들이 반제국주의 운동으로부터 활동가를 수급했다.
이와 달리 선진국에서의 혁명적 변화의 가능성을 믿는 자율주의자들은 스스로를 “사회혁명주의자”들로 표방했다. 특히 반독일주의자들의 입장은 모든 종류의 국민적 정체성을 강하게 거부하고, 독일의 반시오니즘에 대한 판단을 미국의 정책에 대한 긍정적 혹은 유보적인 판단과 연결하지 않는 반국가주의적 입장 중 하나라 볼 수 있다. 이 두 흐름은 자율주의 흐름의 안팎에 모두 존재한다. konkret나 Jungle World 등의 잡지는 이러한 반독일주의나 반국가주의 담론과정으로부터 강하게 영향을 받은 잡지라 할 수 있다.
자율주의 그룹들 중 아나코생디칼리즘이나 아나키즘으로부터 영향을 받은 그룹들은 국기 사용이나, 국가나 민족해방운동에대한 연대를 기본적으로는 거부하는 경향을 보인다. 왜냐하면 이런 운동은 지배와 억압을 민족국가의 내적인 구성요소로서 생각하기 때문이다. 이 입장의 자율주의자들이 수 적으로는 가장 많으며, 이들은 반제국주의자들이나 반독일주의자들로부터 거리를 두고 있다. 그러나 이러한 경향은 각각 여러 행동그룹들의 가장 극단적인 경향에 대한 것이고, 최근들어서는 좀 더 넓은 범위의 연대를 구축하는 흐름이 강하다고 볼 수 있다.

## 이론과 내용
자율주의 그룹에서 빈번히 토론되는 내용들로는 자기조직화와 자율적 결정, 폭력 투쟁에 대한 질문 직접행동의 이론과 실재, 행위의 프로파간다(Propaganda of the deed), 권한의 부여(Empowerment), “개인적인 것이 정치적인 것”과 관련된 질문을 들 수 있으며, 직접행동과 행동적 선전은 방법론과, 권한부여와 개인적인 것과 정치적인 것의 문제는 교육론과 관련된 것으로 볼 수 있을 것이다.
자율주의자들은 우리가 최종적으로 자율적이며 독립적인 존재가 되는 것이 가능하다고 본다. 모든 사람들은 관계망 속에서 독립적으로 살아가며, 이것은 사회적 존재 일반이 사실상 마찬가지라고 할 수 있다. 이들이 가장 주목하는 것은 이러한 독립성이 가능한한 타율 없이 살아갈 수 있기를 추구함에 있어서 어디까지가 외부의 결정이며 어디까지가 자기 결정인가 하는 것이다. 폭력투쟁은 이들 그룹들 안에서는 “군사적”이 아니라 “투쟁적”이라는 의미로 이해된다. 폭력은 궁극적으로 사라져야 하며 그런 점에서 이들은 국가의 폭력 독점을 문제시한다. 폭력투쟁적 행동의 공격목표는 앞서 설명한 여러 운동 영역 외에도 성차별주의자들, 인종차별, 네오나치들의 근거지 착취로 이름높은 사업장, G8 등의 국제회의 등이 있다.
자율주의자들의 이론적인 토대에선 “삼중의 억압”이 종종 이야기 된다. 이것은 인종주의, 성차별주의, 계급문제의 복합을 말한다. 이러한 이론은 상품의 사회적 생산과 사적 소유를 자본주의의 근본 모순으로 보는 사회주의나 공산주의 고전과 관점을 달리한다고 볼 수 있다. 이들에 따르면 모든 인간은 이 세 가지 권력형식으로 구성된 관계망 속에서 각각의 삶의 상황을 따라 상이한 방식으로 억압받고 있는 것이다. 한동안은 자율주의 경향들 속에서는 자본주의적 사회관계 속에서는 노동의 해방적 역할을 기대할 수 없으며, 자본주의적 관계를 거부하는 실천(평의회등)을 통해서 “자유로운 인간들의 공동체”를 창출할 수 있다는 “가치비판이론”이 주목을 받기도 했다.
다른 마르크스주의자들 처럼, 자율주의자 또한 계급투쟁을 중심적인 사안으로 생각한다. 하지만 다른 마르크스주의자들과는 달리 자율주의자들이 규정한 노동 계급에는 더욱 많은 종류의 사람들이 포함된다. 이 범주에는 임금 노동자 뿐만 아니라, 전통적으로 조합의 형태로 자신의 입장을 대변할 수 없었던 무임금 노동자(학생, 실업자, 주부등)도 포함된다. 초기 이론가들은 비물질적 및 사회적 노동이라는 개념을 만들어서 마르크스주의에서의 노동의 개념을 사회 전체로 확장 시켰다. 그들은 현대 사회의 부는 설명할 수 없는 집단적 노동으로서 생산되며, 그중 일부만이 임금이라는 형태로 노동자들에게 주어진다고 말했다.

## 하위문화에서의 영향
1980년대 초반부터 하위문화로서 음악 뿐만 아니라 라이프스타일을 포괄하는 펑크 운동이 시작되었다. 이들은 상업화된 록과 팝음악 및 관습적인 패션과 라이프스타일에 반기를 들었고, 당시 상대적으로 젊은 세대의 자율주의자들의 상당수에 문화적 영향을 끼쳤다.
좌파 이론은 “멋진 전복적” 유머들과 연결되었다. 이러한 집단들 중에는 자율주의적인 학생-여성운동, 남성운동, 동성애 운동의 여러 근원들이 있었다.
80년대 말에는 많은 여성들이 자율주의 씬을 떠나게 된다. 당시 많은 여성활동가들이 그들에게 저질러진 성역할 부여와 성폭력을 이슈화 하고, 해결을 요구하게 되면서 성별화된 “섹시즘”의 문제의식이 운동사회 안에서 폭발적을 확산되었던 것이다.보쿰에서는 여성활동가들이 자율센터에서의 섹시즘에 대한 논쟁 이후 남성 활동가들의 퇴거를 요구하였고, 공간을 “자율주의 여성 센터”로 이름붙인 일도 있었다. 이 외에도 각 지역의 섹시즘 논쟁 이후 조직이 분열되는 일이 빈번하게 일어났다. “자율주의 여성/레즈비언” 씬의 비판자들에게 이들은 도덕적 엄숙주의라는 비판을 받았다. 사실상 자율주의 집단들은 이 질문에 있어서 매우 이질적인 채로 남게 되었다.
90년대 초에는 자율주의자 게이들이 “Tunten (여성적으로 여겨지는 동성애자들을 지칭)-테러-투어”의 일활으로 Fulda시의 카톨릭 성당 앞에서 소위 “Sex-In”을 하기도 했다.같은 시기에 채식주의나 비건 운동이 자율주의 씬에서 주요 테마로 대두되었다. 폭력투쟁과 관련해서는 매우 강한 분파화가 있기도 했다. 한편에선 헬멧과 유니폼으로 신분을 숨긴 블랙 블록의 투쟁을 원천적인 자율주의의 데모 형태라고 굳게 주장했지만, 다른 한편에선 이런 방식을 “의례적 폭력투쟁 페티시”라고 비판하고, “Pink and Silver”와 같은 새로운 행동양식이나 “저항의 리듬”과 같은 정치적 타악기 그룹들을 발전시키기도 했다.

## 같이 보기
- 안티파